# Abate-Clan
Der Abate-Clan war eine Bande der Camorra, die im Osten von Neapel im Gebiet der Gemeinde San Giorgio a Cremano tätig war.

## Geschichte
Der Anführer der „Familie“ von San Giorgio a Cremano ist Filippo Abate, genannt „Tore ’o cavallaro“, der Protagonist eines aufsehenerregenden Ausbruchs aus dem Gefängnis von Rotterdam Ende Februar 1993. Zwei Jahre lang konnte er sich in den Niederlanden verstecken, dann zog er nach Brasilien, wo er an einem Strand in Salvador von der örtlichen Bundespolizei, die mit den Carabinieri von Neapel zusammengearbeitet hatte, gefasst wurde. 
Filippo Abate, das Oberhaupt einer auf Erpressung spezialisierten Familie, wurde in die Liste der 500 gefährlichsten flüchtigen Straftäter der Welt aufgenommen. In der Vergangenheit wurde er wegen Mafiaverbindungen, versuchten Mordes, Erpressung und Drogenhandels angeklagt. Zu der von ihm geführten Unterweltgruppe gehören auch seine Brüder.
Am 12. Juli 1993 starb Enrico Abate, der Bruder Filippos, bei einer Schießerei auf der Piazza Trieste e Trento in San Giorgio a Cremano. Er war bewaffnet und schoss auf drei Carabinieri, die nach einem anonymen Telefonanruf in der Gegend eingetroffen waren. Jemand hatte die Waffe des Mannes bemerkt, der verdächtig herumlief. Die Soldaten versuchten, ihn von hinten zu überraschen und zu blockieren, aber er bemerkte sie und eröffnete zuerst das Feuer. 
Die Reaktion erwies sich als tödlich für den Verurteilten, der wegen seines schlechten Gesundheitszustands vor kurzem aus dem Gefängnis entlassen worden war. Er war drogenabhängig und litt an einer unheilbaren Krankheit. Es wurde nie herausgefunden, warum er bewaffnet um die Piazza Trieste e Trento ging. Vielleicht wollte er ein Attentat verüben oder einen Raubüberfall begehen, es sei denn, er fürchtete um sein Leben und die Waffe diente der Verteidigung. Diese Hypothese wurde damals von den Forschern als wenig glaubwürdig angesehen, da die Äbte in San Giorgio a Cremano seit jeher eine fast absolute Vormachtstellung innehatten.
Am 19. August 2007 entkam Filippo Abate dem Hausarrest, den er wegen seiner Diabeteserkrankung im Krankenhaus von Messina verbüßte.
Am 28. Mai 2008 wurde er in Varcaturo, einem Ort an der Küste von Domitian in der Gemeinde Giugliano, verhaftet. Abate soll 14 Jahre und 4 Monate Haft wegen krimineller Vereinigung nach Art der Camorra, Drogen und anderer Verbrechen verbüßen.
Am 2. November 2009 wurden in San Giorgio a Cremano und im neapolitanischen Bezirk Barra von den Carabinieri der Polizeistation Cercola vier Personen verhaftet, die vermutlich mit dem Abate-Clan in Verbindung stehen, wegen versuchter Erpressung mit Mafia-Methoden. Insbesondere Enzo Cefariello, 49 Jahre alt, aus San Giorgio a Cremano, der als Regent des Clans gilt, Concetta Abate, 53 Jahre alt, aus Neapel, ein führendes Mitglied desselben Clans, der früher von ihrem Bruder Filippo geleitet wurde, Claudio Ferrara, 33 Jahre alt, der als „Treuhänder“ des historischen Clanchefs Filippo Abate gilt, Vincenzo Moliterno, 33 Jahre alt, Cefariellos Schwiegersohn und sein „Fahrer“ und „Treuhänder“, wurden in Handschellen verhaftet, in Vollstreckung eines von der DDA von Neapel ausgestellten Haftbefehls.
Am 20. Juni 2011 wurde Pasquale Abate verhaftet, den die Ermittler für den Regenten des Clans hielten und der seit 2009 auf freiem Fuß war, weil er unter anderem wegen mafiöser Verschwörung zu 22 Jahren Haft verurteilt worden war.